# 쉐보레 HHR

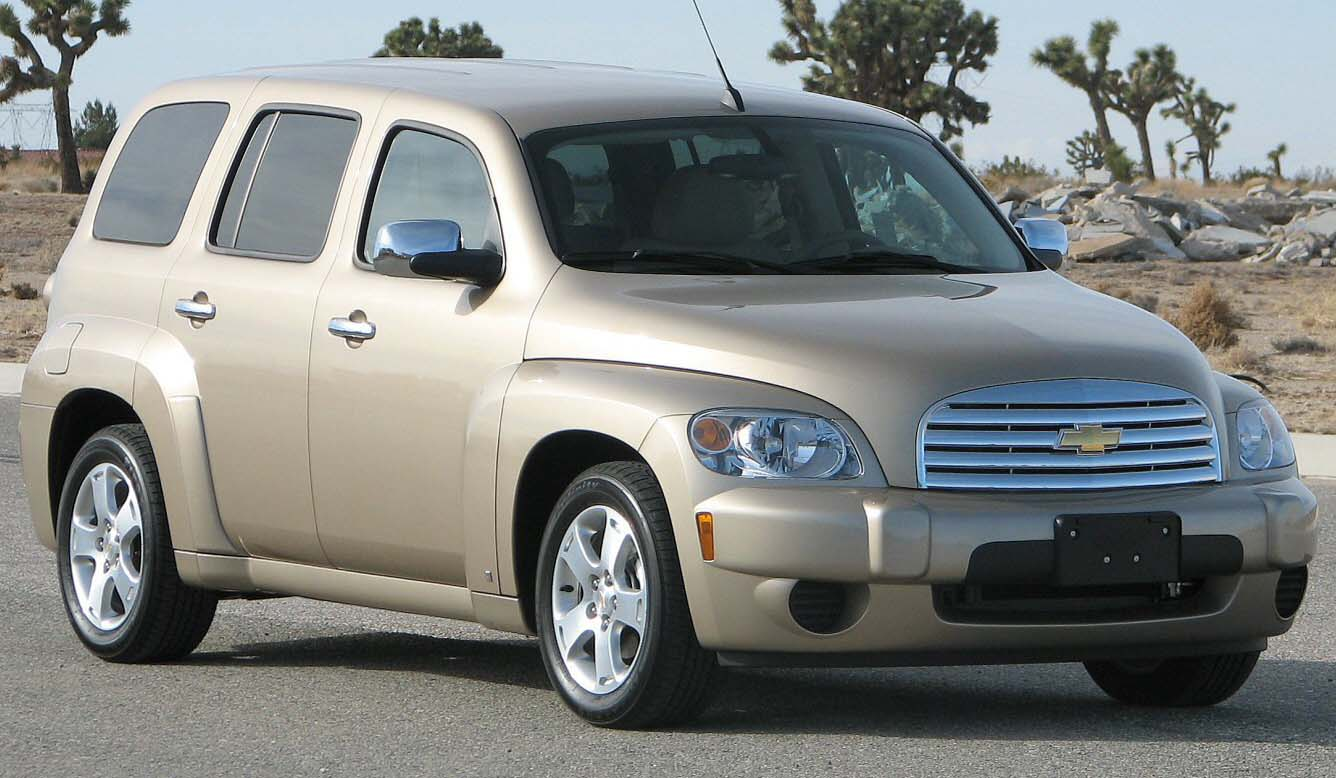
쉐보레 HHR 정측면

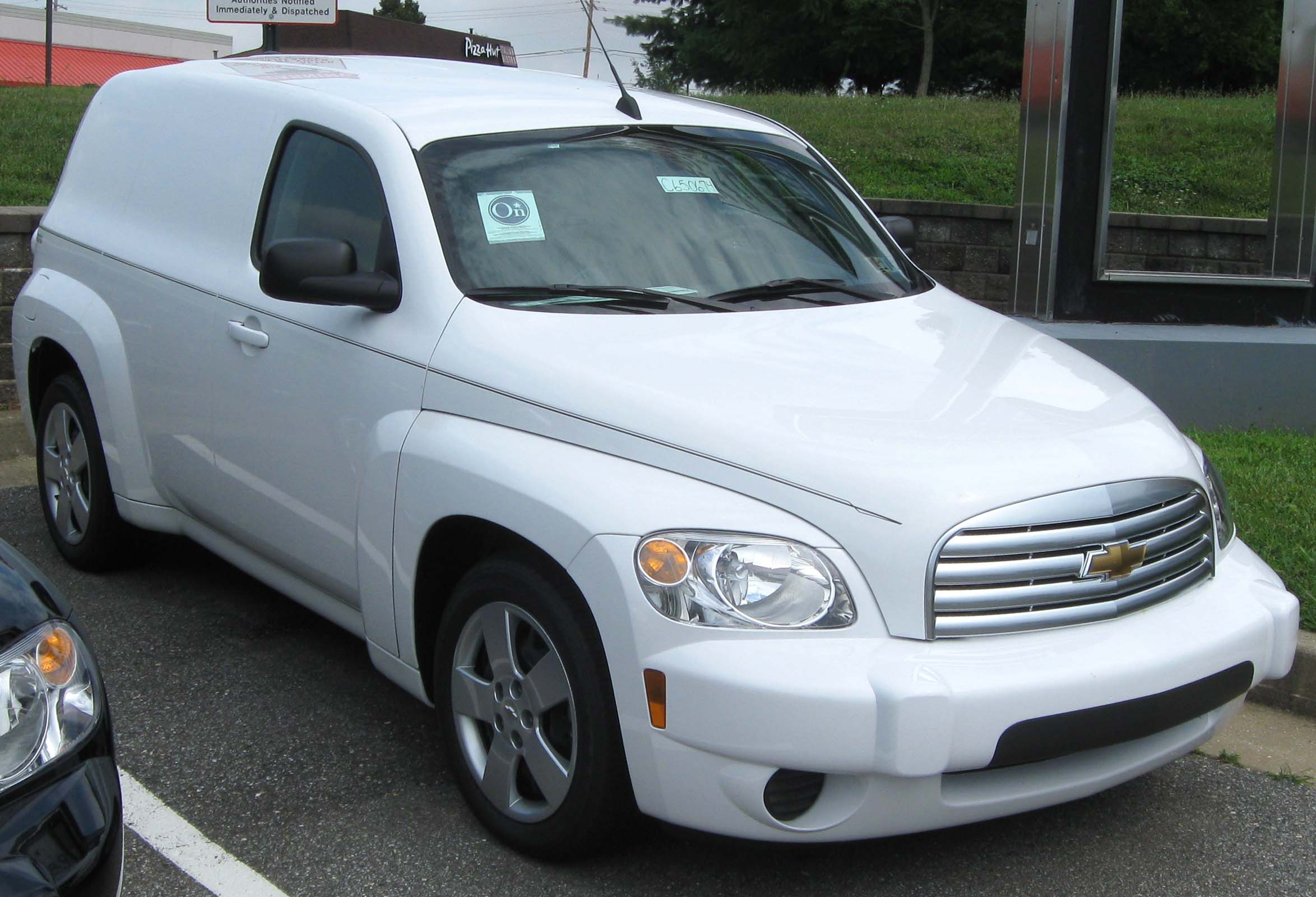
쉐보레 HHR 판넬 후측면

쉐보레 HHR(Chevrolet HHR)은 제너럴 모터스가 쉐보레 브랜드로 판매하는 레트르 스타일의 소형 크로스오버 자동차이다. 2005년에 개최된 LA 오토쇼에서 발표되었다. 쉐보레 코발트 등과 같은 델타 플랫폼이 적용되었다. 디자인은 4세대 서버밴의 것을 모티프로 하여 현대풍으로 다듬었으며, 크라이슬러 PT 크루저와 컨셉트 등이 유사하다. 엔진은 직렬 4기통 에코 텍으로, 2.2와 가변 2.4 등 2종류가 있다. 생산은 멕시코에서 행해졌다. 미국과 캐나다 이외에 유럽이나 일본 등에도 수출되었지만, 운전대가 오른쪽인 사양은 생산되지 않았기 때문에 영국 등에서는 판매되지 않았다. 2011년 5월에 판매 부진으로 후속 차종 없이 단종되었다.

## 같이 보기
- 쉐보레 SSR